# Afrospilarctia
Afrospilarctia is een geslacht van vlinders van de familie spinneruilen (Erebidae), uit de onderfamilie Arctiinae.

## Soorten
- A. dissimilis (Distant, 1897)
- A. flavidus (Bartel, 1903)
- A. lucida (Druce, 1898)